# 巴斯克山脈

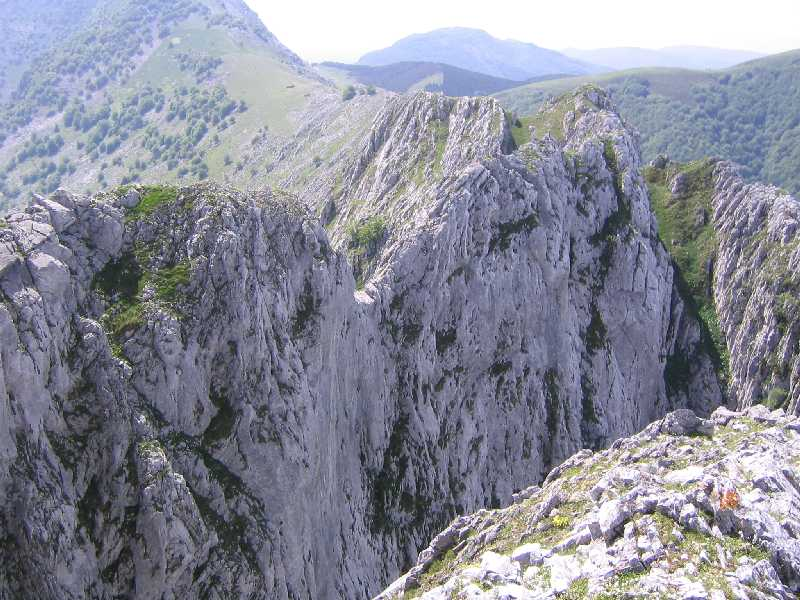

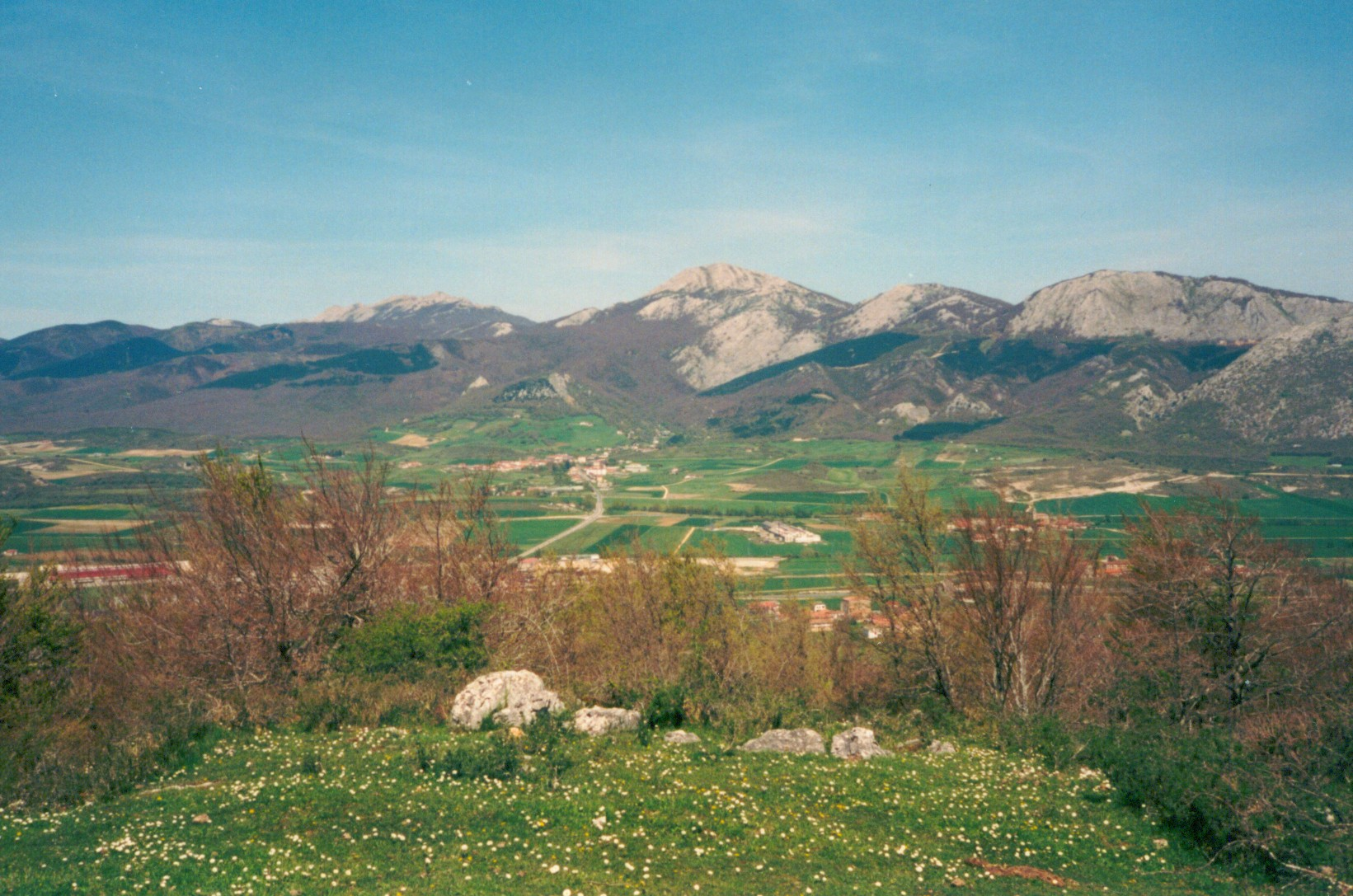

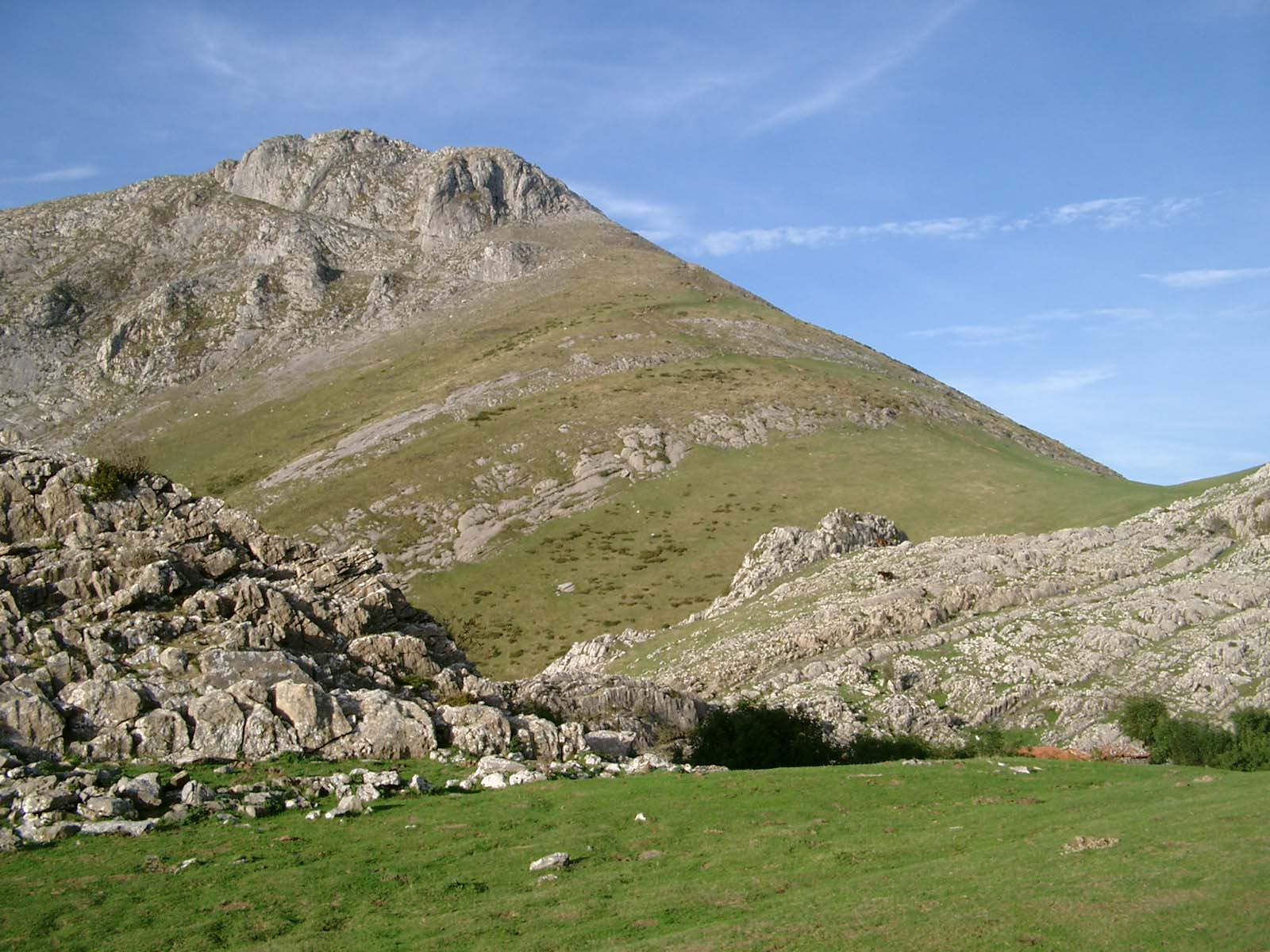

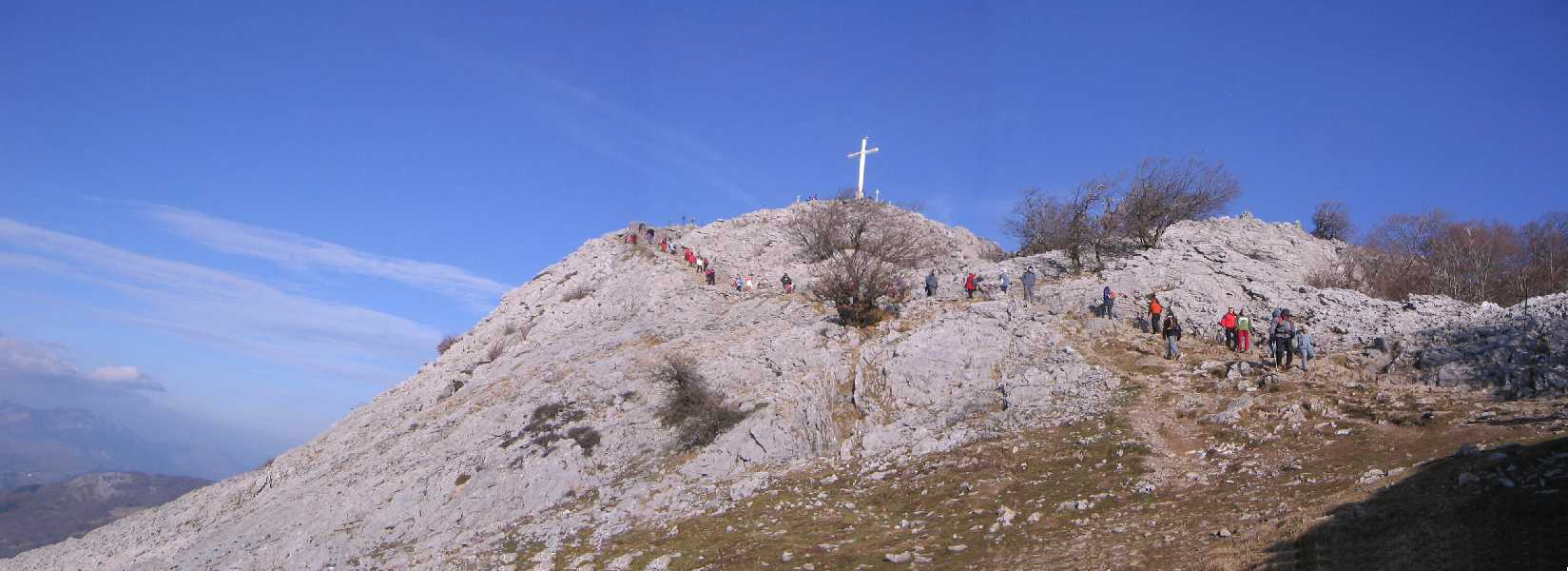

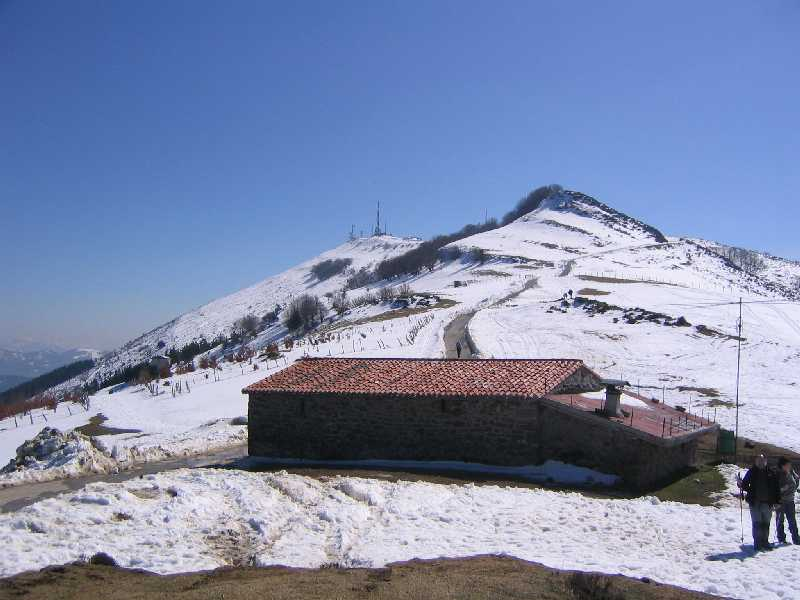

巴斯克山脈（西班牙語：Montes vascos）是西班牙的山脈，位於伊比利亞半島北部，屬於坎塔布連山脈的一部分，最高點海拔高度1,551米，山體在石灰岩組成。

## 外部連結
- Basque mountains list